# Axat
Axat ist eine französische Gemeinde mit 482 Einwohnern (Stand 1. Januar 2022) im Département Aude in der Region Okzitanien (vor 2016 Languedoc-Roussillon). Sie gehört zum Kanton La Haute-Vallée de l’Aude im Arrondissement Limoux.

## Geografie
Axat liegt im Westen des Départements in den Vorbergen der Pyrenäen im Norden des Pays de Sault am Oberlauf der Aude, 49 Kilometer südwestlich von Carcassonne, etwa 40 Kilometer nördlich der Grenze zu Spanien und 28 Kilometer südlich von Limoux, zwischen den Nachbargemeinden Artigues im Südwesten, Saint-Martin-Lys im Norden und Puilaurens im Osten. Die Ortschaft liegt in einem Talkessel, der von bewaldeten Bergen umgeben ist. Das Gemeindegebiet ist Teil des Regionalen Naturparks Corbières-Fenouillèdes.

## Bevölkerung
| Jahr      | 1962 | 1968 | 1975 | 1982  | 1990 | 1999 | 2006 | 2018 |
| --------- | ---- | ---- | ---- | ----- | ---- | ---- | ---- | ---- |
| Einwohner | 993  | 997  | 911  | 1.021 | 919  | 832  | 711  | 541  |

## Sehenswürdigkeiten
Die Kirche Nouvelle église de l’Assomption („Neue Kirche von Mariä Aufnahme in den Himmel“) wurde um 1630 erbaut. In der Kirche befinden sich zwei bemalte Statuen aus Holz aus dem 17. Jahrhundert, eine stellt den Evangelisten Johannes dar, die andere die Jungfrau Maria. Beide wurden 1965 als Monument historique (historisches Denkmal) klassifiziert. Außerdem befinden sich zwei Gemälde aus dem 18. Jahrhundert in der Kirche. Das eine Gemälde stellt den Erzengel Michael dar, der den Teufel besiegt, das andere stellt Mariä Aufnahme in den Himmel dar. Die Gemälde wurden 1980 als Monument historique eingestuft. In der Nähe der Kirche stehen die Ruinen der Burg von Axat auf einer Felsspitze. Die Burg gehörte dem damaligen Seigneur von Axat, Raymond de Dax, der auch die Kirche erbauen ließ. Die Brücke über die Aude stammt ebenfalls aus dem 17. Jahrhundert.
Der Grand Menhir von Counozouls steht westlich von Counozouls im Aude-Tal, südlich von Axat.

## Wirtschaft

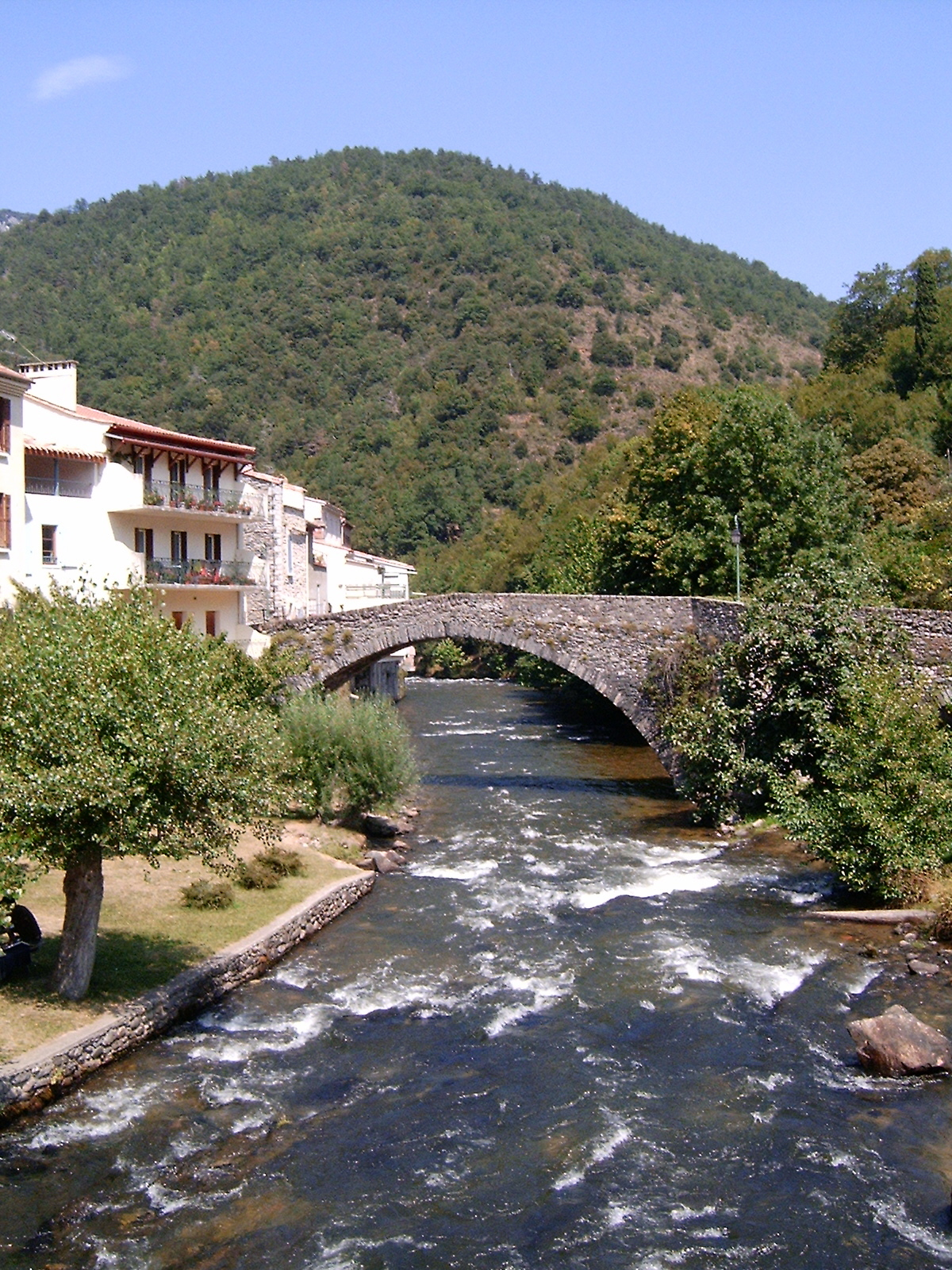
Brücke über die Aude

Die Aude ist bei Axat ein reißendes Wildwasser und wird zum Forellenfischen und für Wassersport genutzt.
Axat liegt an der D118 die nördlich des Ortes auf die D117 trifft.
Im Jahre 1900 wurde die Eisenbahnstrecke Carcassonne–Perpignan eingerichtet. Bei Axat wurde der Viadukt Viaduc des Canals gebaut, der mit neun Bögen über die Aude führt.